# 燦蛺蝶
燦蛺蝶（学名：Sephisa chandra），又名黃斑挾蝶、黃胡麻斑蛺蝶，为蛺蝶科帥蛺蝶屬下的一个种。

## 描述
本種雌雄外型差異明顯。
雄蝶：頭黑褐色帶白斑，觸角黑褐色、末端扁平膨大。口器乳黃色，下唇鬚白底帶黑褐色。胸、腹與足為黑褐色，散有白斑或白紋，前足癒合、有毛。前翅長34-47 mm，外型近三角形，外緣中央內凹；後翅扇形、邊緣波狀。翅背黑褐底色，前翅有三列明顯斑紋，包括橙斑、白斑與白點；後翅具橙色斑點與大片橙斑。翅腹色澤更鮮明，並多藍白色斑點。
雌蝶體型稍寬，前翅外緣僅輕微凹陷，斑紋以藍白色為主，橙色斑減少，僅保留部分中室與外側位置。翅腹面亦以藍、白、橙斑為主，斑紋更明顯。前足分節、有爪、有毛。
整體為中型蛺蝶，體色以黑為主，腹面帶白斑。緣毛黑褐。

## 分布
本種分布於中國華東、華南、華西、中南半島、喜馬拉雅。台灣地區於中、低海拔地區可見，棲息地較另一種臺灣燦蛺蝶為低。

## 生態習性
棲息於常綠闊葉林，一年多代。成蝶飛行快速，喜吸食樹液與腐果，冬季以非休眠幼蟲附著於樹上枯葉越冬。雌蝶將卵產於寄主植物上由象鼻蟲或蛾類幼蟲形成的蟲巢內，幼蟲具群聚性，取食殼斗科青剛櫟、森氏櫟、赤皮青岡、圓果青剛櫟等櫟樹葉片。

## 資料來源
1. ↑  徐堉峰，梁家源，黃智偉，沈宗諭. . 農業部林業及自然保育署. 2021/12. ISBN 9786267100523.
2. ↑  徐堉峰. . 台中市: 晨星出版社. 2013. ISBN 978-986-177-668-2.

## 外部連結
- 维基共享资源上的相關多媒體資源：燦蛺蝶